# Dani de Wit
Dani de Wit (Hoorn, 28 de enero de 1998) es un futbolista neerlandés que juega en la demarcación de centrocampista para el F. C. Utrecht de la Eredivisie.

## Biografía
Tras empezar a formarse como futbolista con las filas inferiores del Ajax de Ámsterdam, finalmente en 2016 ascendió al segundo equipo. Hizo su debut el 3 de febrero de 2017 contra el RKC Waalwijk. En 2018 subió al primer equipo, haciendo su debut el 25 de febrero de 2018 contra el ADO La Haya en la Eredivisie.
El 30 de agosto de 2019 el AZ Alkmaar hizo oficial su fichaje hasta 2024. En esos cinco años marcó 46 goles en los 188 partidos que jugó y, al expirar su contrato, se unió al VfL Bochum. Allí solo estuvo una temporada antes de regresar a los Países Bajos con el F. C. Utrecht.

## Clubes
| Club              | País         | Año       | Partidos | Goles |
| ----------------- | ------------ | --------- | -------- | ----- |
| Jong Ajax         | Países Bajos | 2016-2019 | 56       | 19    |
| Ajax de Ámsterdam | Países Bajos | 2018-2019 | 14       | 0     |
| AZ Alkmaar        | Países Bajos | 2019-2024 | 188      | 46    |
| VfL Bochum        | Alemania     | 2024-2025 | 28       | 2     |
| F. C. Utrecht     | Países Bajos | 2025-     |          |       |

## Palmarés

### Títulos nacionales
| Título                        | Club              | País         | Año  |
| ----------------------------- | ----------------- | ------------ | ---- |
| Copa de los Países Bajos      | Ajax de Ámsterdam | Países Bajos | 2019 |
| Eredivisie                    | Ajax de Ámsterdam | Países Bajos | 2019 |
| Supercopa de los Países Bajos | Ajax de Ámsterdam | Países Bajos | 2019 |